# She Wanted a Boarder
She Wanted a Boarder è un cortometraggio muto del 1912 diretto da Edwin R. Phillips.

## Produzione
Il film fu prodotto dalla Vitagraph Company of America.

## Distribuzione
Distribuito dalla General Film Company, il film - un cortometraggio di 180 metri - uscì nelle sale cinematografiche statunitensi il 6 settembre 1912. Nelle proiezioni, veniva programmato con il sistema dello split reel, accorpato in un'unica bobina con un altro cortometraggio prodotto dalla Vitagraph, la commedia Bunny's Suicide.